# Ducato di Aosta
Il Ducato di Aosta (in francese, Duché d'Aoste) nacque nel 1536 sotto la dinastia dei Savoia e venne governato dal Conseil des Commis.
La diocesi di Aosta dipendeva fin dai tempi di Carlo Magno dall'arcidiocesi sabauda, e di conseguenza nella suddivisione del Sacro Romano Impero non dipendeva dal Regno d'Italia, ma da quello francofono di Borgogna, esattamente come la Contea di Savoia.
Adottò il francese come lingua ufficiale tre anni prima della Francia che lo sostituì al latino solo nel 1539.
Il ducato fu soppresso in seguito all’invasione napoleonica del Regno di Sardegna, con la conseguente proclamazione della repubblica nel 1798. Alla Restaurazione tornò solo come titolo nobiliare, mentre il territorio divenne la Divisione di Aosta.
Il suo territorio comprendeva l'attuale regione autonoma Valle d'Aosta.
Il Ducato rimase sempre sotto l'autorità sovrana dei Savoia che ottennero la corona del Regno di Sicilia e il conseguente titolo regio nel 1713, dal 1720 scambiata col Regno di Sardegna.

## Lingua
Il Conseil des Commis adottò il francese come lingua ufficiale, prima amministrazione al mondo. Tre anni prima della Francia che lo sostituì al latino solo nel 1539 mediante l'Ordonnance de Villers-Cotterêts, promulgata dal re Francesco I.

## Storia
Il Ducato di Aosta è considerato un unicum nella storia degli Stati Sabaudi.
Nel Ducato di Aosta il balivo ebbe la funzione di convocare e presiedere le riunioni dell'Assemblea degli Stati Generali e del Consiglio dei Commessi, tuttavia nel XVI secolo, il ruolo del balivo perse di importanza poiché le stesse funzioni vennero amministrate da un governatore e luogotenente del duca di Savoia che finì per ottenere il titolo di grand bailli, tra questi ebbe un ruolo di primo piano René de Challant.
Il Consiglio si organizzò militarmente e poté contare su un esercito di 4 000 uomini comandati da 3 colonnelli. Fece inoltre fortificare alcune postazioni difensive.